# Mercedes-Benz EQ Formula E Team
Mercedes-Benz EQ Formula E Team est une écurie Britannique présente depuis 2018 en Championnat du monde de Formule E. L'écurie courait en 2018-2019 sous le nom de HWA Racelab. Entre 2020 et 2022, l'écurie court sous l'identité du constructeur allemand Mercedes. L'équipe sera championne du monde pilotes et constructeurs en 2021 avec Nyck de Vries pour leurs 3e saison en Formule E. La saison suivante, l'équipe est de nouveau sacrée championne du monde pilotes et constructeurs avec Stoffel Vandoorne. Depuis la saison 2022-2023, l'écurie court sous l'identité de McLaren Racing et sous banière britannique.

## Historique
Mercedes annonce arriver en Formule E via la branche sportive et de compétition de Mercedes, HWA, pour la saison 2018-2019 de Formule E. L'écurie allemande engage Stoffel Vandoorne et Gary Paffett qui ont tous les deux de bons liens avec Mercedes en F1 pour Vandoorne et en FTM pour Paffett. L'équipe gardera Stoffel Vandoorne pour les saisons suivantes (2020et 2021), le Belge remportera deux courses pour l'équipe et terminera sur sept podiums. Nyck de Vries engagé pour les saisons 2020 et 2021 remportera deux courses et montera sur cinq podiums et sera sacré Champion du monde en 2021 de même que Mercedes qui sera sacrée Championne du monde des Constructeurs en 2021 avec Vandoorne et De Vries pour la 3e saison de l'équipe (deuxième en tant que officiel Mercedes). L'équipe Mercedes motorisera l'écurie Monégasque Venturi Racing pour les saisons 2019-2020 et 2020-2021 qui aura comme titulaires : Edoardo Mortara, Felipe Massa et Norman Nato.

### Saison 2018-2019: Première saison en Formule E avec HWA, recrutement de Stoffel Vandoorne et de Gary Paffett
Première saison pour Mercedes en 2018-2019 pour la première saison de l'ère Gen2 en Formule E. L'équipe court sous le nom de la branche de compétition de Mercedes : HWA Racelab et engage Stoffel Vandoorne et Gary Paffett. Les deux pilotes connaitront un début de saison difficile avec une voiture qui n'est pas assez performante pour finir dans le top régulièrement. La deuxième partie de saison sera meilleure pour l'équipe avec le premier podium à Rome en Italie avec la 3e place de Stoffel Vandoorne. Le Belge terminera régulièrement dans le top 10 marquant de nombreux points pour l'équipe. Le Britannique Gary Paffett fera une saison plus calme et loin de son coéquipier malgré de bonnes performances dont une Super Pôle à Berlin et plusieurs entrées dans les points mais en étant loin de son coéquipier Stoffel Vandoorne. L'équipe terminera la saison à la 9e place du Championnat Constructeurs avec 44 points inscrits loin devant Dragon Racing et NIO Formula E. Des progrès sont attendus pour la firme Allemande en saison 6 en 2020. 

Deuxième saison en Formule E mais la première sous le nom officiel de Mercedes. L'écurie garde Stoffel Vandoorne grâce à ses bonnes performances en 2018-19 et à ses liens avec Mercedes. Le deuxième pilote sera le Néerlandais Nyck de Vries titré en Formule 2 avec ART GP cette même année en 2019 et il a de bons liens avec Mercedes en Formule 1. Le début de saison sera très bon pour Vandoorne avec deux podiums lors des deux courses à Dariya en Arabie Saoudite. Le Belge montera sur 3 podiums, marquera 87 points pour l'équipe et remportera la 11e et dernière course de la saison à Berlin sur le Circuit de Templehof s'assurant le titre de vice-champion plus de 30 points derrière le Champion Antonio Félix da Costa sur DS Techeetah. La première saison de Nyck de Vries est plus timide mais bonne avec 1 podium et une 11e place au Championnat loin de son coéquipier Stofflel Vandoorne. Les progrès attendus pour cette saison ont été bien au rendez vous mais Nyck de Vries doit être plus régulièrement dans le top 6 la saison prochain tandis que Vandoorne doit confirmer. 
Troisième saison pour Mercedes en 2020-2021 pour la sixième saison dans l'histoire de la Formule E. Le duo de pilotes reste inchangé pour cette nouvelle saison longue de 15 courses. Stoffel Vandoorne et Nyck de Vries reste chez Mercedes. La saison est un peu irrégulière mais très bonne avec des réels progrès pour les deux pilotes. Stoffel Vandoorne terminera sur 3 podiums et vainqueur de la Course 2 à Rome pour la quatrième manche de la saison. Nyck de Vries sera sacré premier Champion du monde de Formule E en 2021 avec 99 points, 2 victoires et 4 podiums et assurant également le titre constructeurs pour Mercedes avec 181 points.

## Résultats en championnat du monde de Formule E FIA (depuis 2018)
| Saison    | Ecurie                      | Pilotes                         | e-prix | Victoires | Podiums | Poles positions | Points | Classement |
| --------- | --------------------------- | ------------------------------- | ------ | --------- | ------- | --------------- | ------ | ---------- |
| 2018-2019 | HWA Racelab                 | Stoffel Vandoorne Gary Paffett  | 13     | 0         | 1       | 0               | 44     | 9e         |
| 2019-2020 | Mercedes EQ Formula E Team  | Stoffel Vandoorne Nyck de Vries | 11     | 1         | 4       | 0               | 147    | 3e         |
| 2020-2021 | Mercedes EQ Formula E Team  | Stoffel Vandoorne Nyck de Vries | 15     | 3         | 7       | 1               | 181    | Champion   |
| 2021-2022 | Mercedes EQ Formula E Team  | Stoffel Vandoorne Nyck de Vries | 16     | 3         | 11      | 8               | 319    | Champion   |
| 2022-2023 | NEOM McLaren Formula E Team | Jake Hughes René Rast           | 16     | 0         | 1       | 2               | 88     | 8e         |